# Список боевых кораблей ВМС США, потерянных во Второй мировой войне (528—714)
В списке перечислены 186 вспомогательных боевых кораблей Военно-морских сил и Береговой охраны Соединённых Штатов Америки, потерянных в ходе военных действий в период с 31 октября 1941 по 22 сентября 1945 года. Следует отметить, что Соединённые Штаты официально вступили во Вторую мировую войну 7 декабря 1941 года, объявив войну Японской империи, а четыре дня спустя войну Соединённым Штатам объявили Третий рейх и Королевство Италия. США закончили войну 2 сентября 1945 года. Однако, ВМС США несли потери как до официального вступления в войну, так и после подписания акта о капитуляции Японии. Так, первый американский военный корабль был потерян ещё за месяц до нападения на Пёрл-Харбор, а последний спустя почти месяц после окончания войны. В данном списке представлены военные корабли ВМФ США:
- непосредственно погибшие в ходе сражений, боевых патрулей;
- уничтоженные собственными экипажами во избежание захвата неприятелем;
- тяжело повреждённые в боях и объявленные не подлежащими восстановлению, вследствие чего затопленные или пущенные на металлолом, в том числе и после окончания войны;
- потерянные из-за несчастных случаев или стихийных бедствий (допущенные экипажами ошибки; тайфуны)

По техническим причинам, ввиду большого объёма, полный список всех потерянных кораблей разбит на три части. Названия кораблей каждого класса даны в алфавитном порядке.
| № списка | Классы кораблей |
| -------- | --- |
| 1        | Линкоры, авианосцы, эскортные авианосцы, плавучие базы гидросамолётов, тяжёлые крейсера, лёгкие крейсера, эсминцы, эскортные миноносцы, подводные лодки, минные заградители, тральщики, канонерские лодки. |
| 2        | Охотники за подводными лодками, торпедные катера, танкодесантные корабли, танкодесантные катера, средние десантные корабли, большие десантные катера, большие десантные катера поддержки, войсковые транспорты, военные грузовые суда, флотские танкеры, большие океанские буксиры и большие вспомогательные суда. |
| 3        | Патрульные катера, плавучие сухие доки, плавучие краны, лихтеры, баржи, понтоны, паромы, железнодорожные паромы, малые портовые буксиры и малые вспомогательные суда. |

Флот Соединённых Штатов Америки во Второй Мировой войне потерял 36 патрульных катеров, 3 плавучих сухих дока, 4 плавучих крана, 72 лихтера, 12 барж, 10 понтонов, 8 паромов, 6 железнодорожных паромов, 8 малых портовых буксиров и 10 иных малых вспомогательных судна. Кроме того, в списке перечислены 17 потерянных кораблей Береговой охраны США.

## Патрульные катера

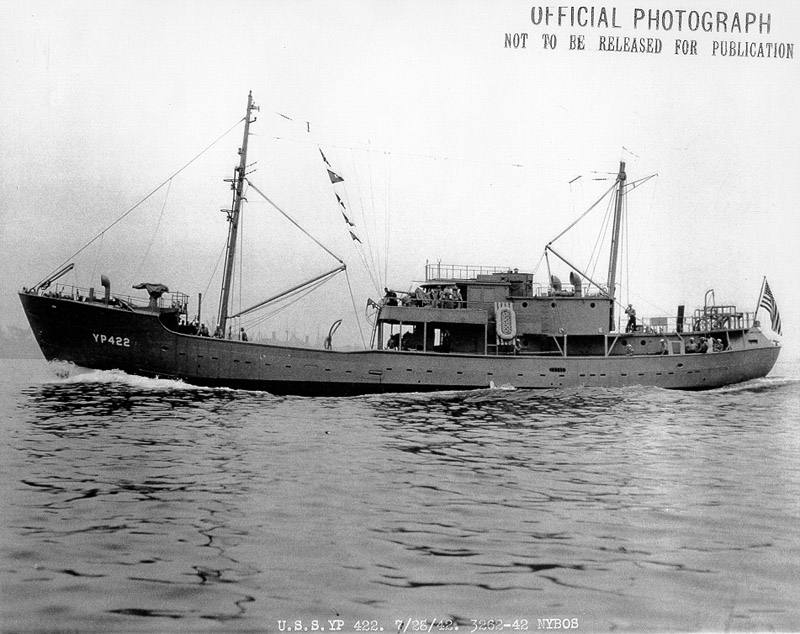
Патрульный катер «USS YP-422», затопленный у острова Новая Каледония в апреле 1943 года. Данный корабль примечателен тем, что на нём проходил службу Л. Рон Хаббард, будущий создатель учения саентологии

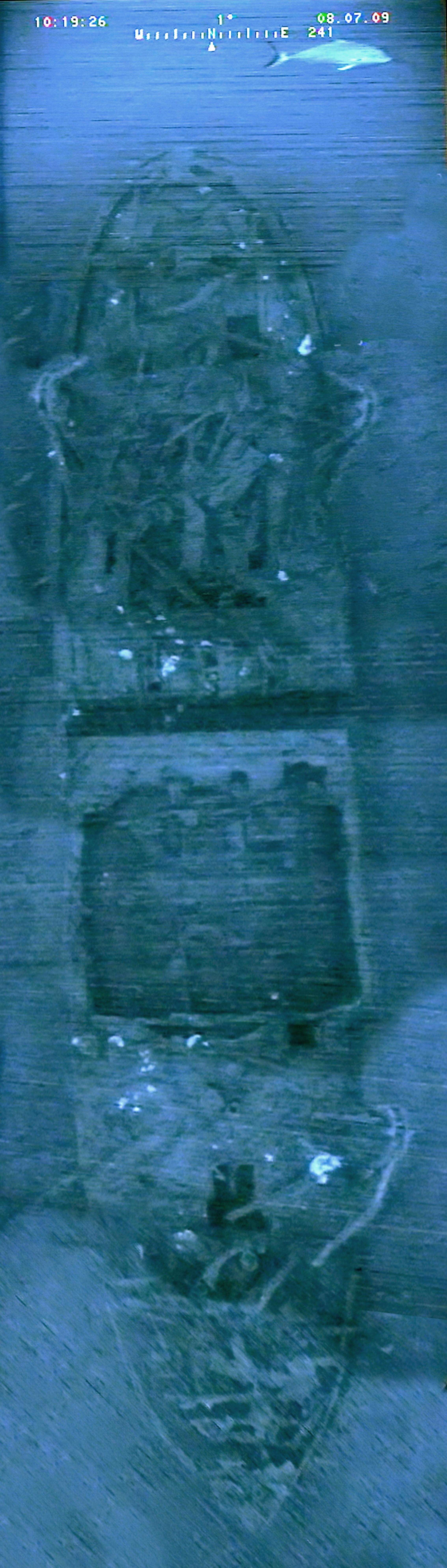
Останки патрульного катера «USS YP-389», потопленного огнём немецкой подводной лодки «U-701»

| Название   | Местоположение останков          | Дата потопления | История потопления |
| ---------- | -------------------------------- | --------------- | --- |
| USS YP-16  | Филиппины                        | 10 декабря 1941 | Деревянное судно, переданное флоту береговой охраной США. Сожжён экипажем во избежание захвата японцами.                                                                           |
| USS YP-17  | Гуам                             | 10 декабря 1941 | Деревянное судно, переданное флоту береговой охраной США. Захвачен японцами в ходе Гуамской операции. Далее следы судна теряются.                                                  |
| USS YP-26  | Зона Панамского канала           | 19 ноября 1942  | Деревянное судно, переданное флоту береговой охраной США. Погиб от неизвестного взрыва.                                                                                            |
| USS YP-47  | Статен-Айленд                    | 26 апреля 1943  | Деревянное судно, переданное флоту береговой охраной США. Затонул вследствие столкновения с другим судном.                                                                         |
| USS YP-72  | Адак                             | 22 февраля 1943 | Переоборудованный для нужд флота сейнер «Кавалькада». Наскочил на подводные камни и был затоплен экипажем.                                                                         |
| USS YP-73  | Кадьяк                           | 15 января 1945  | Наскочил на мель и был затоплен экипажем. |
| USS YP-74  | 54°23′00″ с. ш. 164°10′00″ з. д. | 6 сентября 1942 | Затонул вследствие столкновения с другим судном у южной оконечности полуострова Аляска.                                                                                            |
| USS YP-77  | Атлантическое побережье США      | 28 апреля 1942  | Переоборудованная для нужд флота яхта «Памнорм», некоторое время классифицировавшаяся как охотник за подводными лодками «PC-523». Затонул вследствие столкновения с другим судном. |
| USS YP-88  | Амчитка                          | 28 октября 1943 | Наскочил на подводные камни и был затоплен экипажем. |
| USS YP-94  | 56°32′00″ с. ш. 154°22′00″ з. д. | 18 февраля 1945 | Переоборудованное для нужд флота рыболовецкое судно. Наскочил на подводные камни у островов Троицы и был затоплен экипажем.                                                        |
| USS YP-95  | Адак                             | 1 мая 1944      | Переоборудованное для нужд флота рыболовецкое судно. Наскочил на подводные камни и был затоплен экипажем.                                                                          |
| USS YP-97  | Филиппины                        | Март 1942       | Оставлен при эвакуации с Филиппин. Сведения об использовании судна японцами, ровно как и о его дальнейшей судьбе отсутствуют.                                                      |
| USS YP-128 | Монтерей                         | 30 июня 1942    | Сел на мель и был затоплен экипажем. Не восстанавливался. |
| USS YP-183 | Ниихау                           | 12 января 1943  | Сел на мель и был затоплен экипажем. Не восстанавливался. |
| USS YP-205 | 18°30′00″ с. ш. 65°00′00″ з. д.  | 1 ноября 1942   | Наскочил на рифы и затонул севернее острова Шарлотта-Амалия. |
| USS YP-235 | Мексиканский залив               | 1 апреля 1943   | Погиб от неизвестного взрыва. |
| USS YP-270 | 25°30′00″ с. ш. 112°06′00″ з. д. | 30 июня 1942    | Сел на мель у северной части полуострова Калифорния и был затоплен экипажем. Не восстанавливался.                                                                                  |
| USS YP-277 | Гавайские острова                | 23 мая 1942     | Затонул по неизвестным причинам. |
| USS YP-279 | Таунсвилл                        | 5 сентября 1943 | Затонул во время шторма. |
| USS YP-281 | 16°53′00″ ю. ш. 177°18′00″ з. д. | 9 января 1944   | Затонул во время шторма западнее острова Вануа-Мбалаву. |
| USS YP-284 | 9°21′49″ ю. ш. 160°14′38″ в. д.  | 25 октября 1942 | Потоплен японскими эсминцами севернее Гуадалканала в ходе битвы за Хендерсон-Филд.                                                                                                 |
| USS YP-331 | 24°56′30″ с. ш. 81°57′35″ з. д.  | 23 апреля 1944  | Затонул во время шторма вблизи Ки-Уэст. |
| USS YP-336 | Река Делавэр                     | 23 февраля 1943 | Сел на мель и был оставлен экипажем. Не восстанавливался. |
| USS YP-345 | Юго-восточнее атолла Мидуэй      | 31 октября 1942 | Потоплен огнём японских кораблей. |
| USS YP-346 | Гуадалканал                      | 9 сентября 1942 | Потоплен огнём японского крейсера «Сэндай» и трёх эсминцев. |
| USS YP-383 | 8°22′00″ с. ш. 79°29′00″ з. д.   | 24 ноября 1944  | Бывший прибрежный тральщик «USS AMc-145». Затонул после столкновения с другим судном западнее острова Рей.                                                                         |
| USS YP-387 | 39°03′00″ с. ш. 74°37′07″ з. д.  | 20 мая 1942     | Бывший прибрежный тральщик «USS AMc-200». Затонул после столкновения с другим судном южнее города Атлантик-Сити.                                                                   |
| USS YP-389 | 34°50′00″ с. ш. 75°20′00″ з. д.  | 19 июня 1942    | Бывший прибрежный тральщик «USS AMc-202». Потоплен артогнём немецкой субмарины «U-701» юго-восточнее мыса Хаттерас.                                                                |
| USS YP-405 | Карибское море                   | 20 ноября 1942  | Уничтожен взрывом неизвестного происхождения. |
| USS YP-422 | Новая Каледония                  | 23 апреля 1943  | Переоборудованное рыболовецкое судно «Мист». Сел на мель и был затоплен экипажем.                                                                                                  |
| USS YP-426 | 31°59′06″ с. ш. 80°47′01″ з. д.  | 16 декабря 1943 | Небольшая переоборудованная драга «Катрин Ф. Саундерс». Сел на мель южнее Хилтон-Хед-Айленда. Не восстанавливался.                                                                 |
| USS YP-438 | Форт-Лодердейл                   | 20 марта 1943   | Переоборудованное рыболовецкое судно «Дональд Амиро». Наскочил на коралловый риф и затонул.                                                                                        |
| USS YP-453 | Багамские Острова                | 15 апреля 1943  | Сел на мель и был оставлен экипажем. Не восстанавливался. |
| USS YP-481 | Чарльстон                        | 25 апреля 1943  | Сел на мель и был оставлен экипажем. Не восстанавливался. |
| USS YP-492 | Восточное побережье Флориды      | 8 января 1943   | Затонул после столкновения с другим судном. |
| USS YP-577 | Великие озёра                    | 23 января 1943  | Уничтожен взрывом неизвестного происхождения. |

## Сухие доки

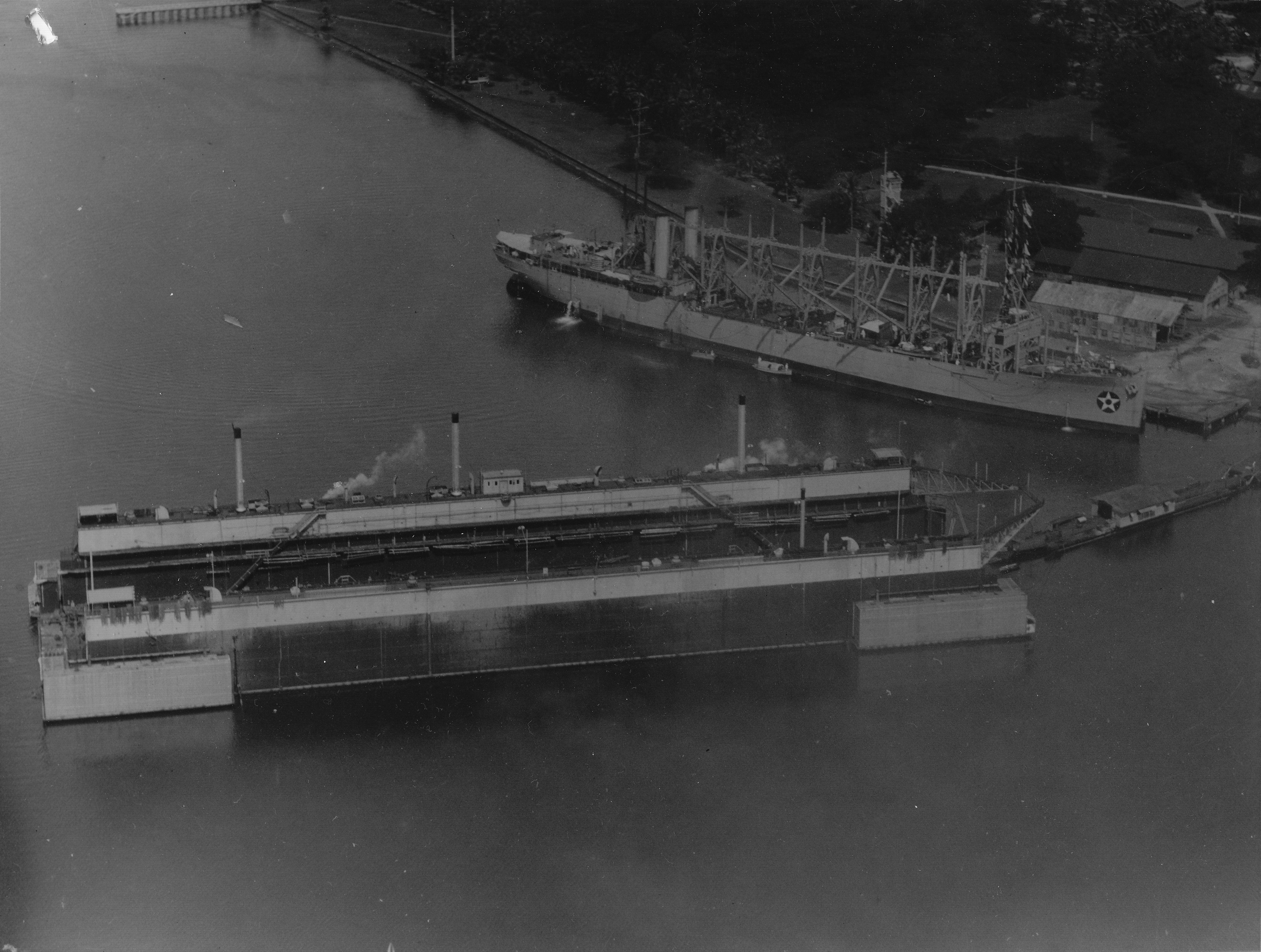
Сухой док «Дьюи», затопленный во избежание захвата японцами

| Название                         | Местоположение останков | Дата потопления  | История потопления                                                                                |
| -------------------------------- | ----------------------- | ---------------- | ------------------------------------------------------------------------------------------------- |
| «USS AFD-13»                     | Окинава                 | 16 сентября 1945 | Тяжело повреждён самолётом-камикадзе, затоплен позднее у Окинавы.                                 |
| «USS YFD-20»                     | Калифорния              | 31 января 1943   | Затонул во время шторма.                                                                          |
| «Дьюи» (англ. USS Dewey (YFD-1)) | Лусон                   | 8 апреля 1942    | Затоплен во избежание захвата неприятелем. Поднят японцами, в конце войны уничтожен войсками США. |

## Несамоходные плавучие краны

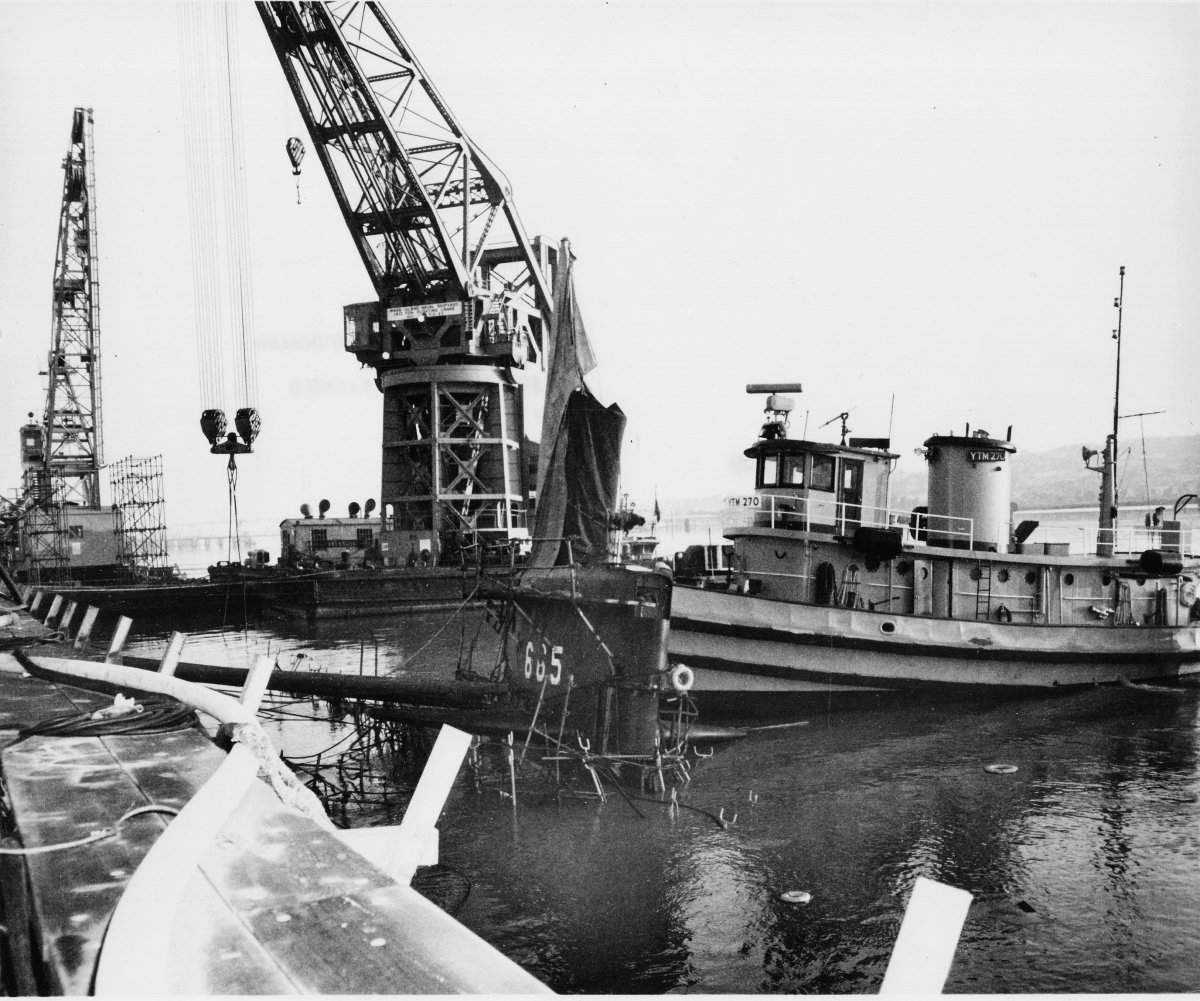
Плавучий кран «USS YD-33», аналогичный потопленным или захваченным изображён на заднем плане фотографии

| Название  | Местоположение останков | Дата потопления | История потопления                                                      |
| --------- | ----------------------- | --------------- | ----------------------------------------------------------------------- |
| USS YD-19 | Филиппины               | 1942            | Уничтожен или захвачен японскими войсками в ходе Филиппинской операции. |
| USS YD-47 | Филиппины               | 1942            | Уничтожен или захвачен японскими войсками в ходе Филиппинской операции. |
| USS YD-56 | Филиппины               | 1942            | Уничтожен или захвачен японскими войсками в ходе Филиппинской операции. |
| USS YD-60 | Филиппины               | 1942            | Уничтожен или захвачен японскими войсками в ходе Филиппинской операции. |

## Лихтеры

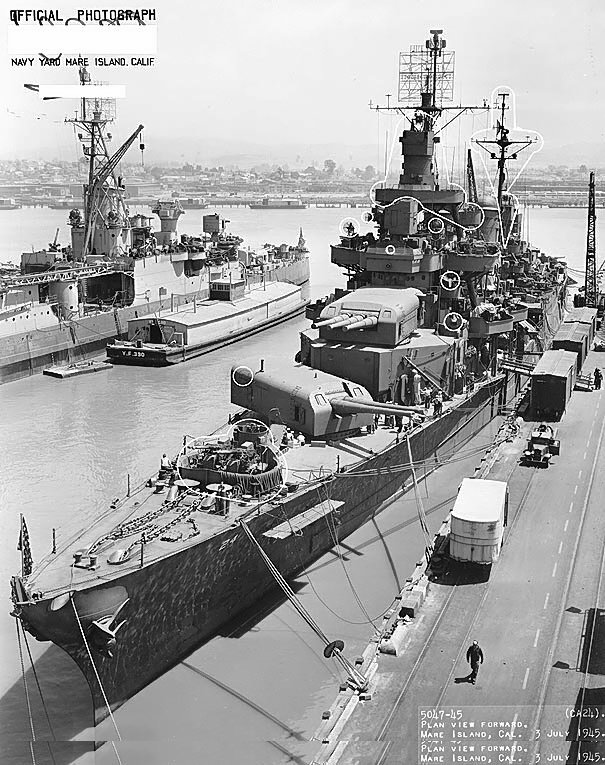
Закрытый лихтер «USS YF-390», аналогичный потопленным или захваченным изображён на заднем плане фотографии

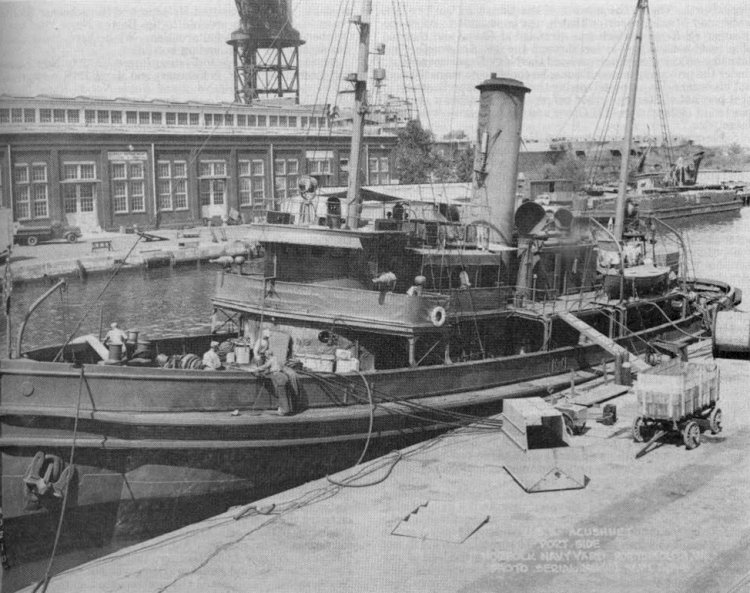
Закрытый лихтер «USS YF-244» и открытый лихтер «USS YC-265», аналогичные потопленным или захваченным изображены на заднем плане фотографии

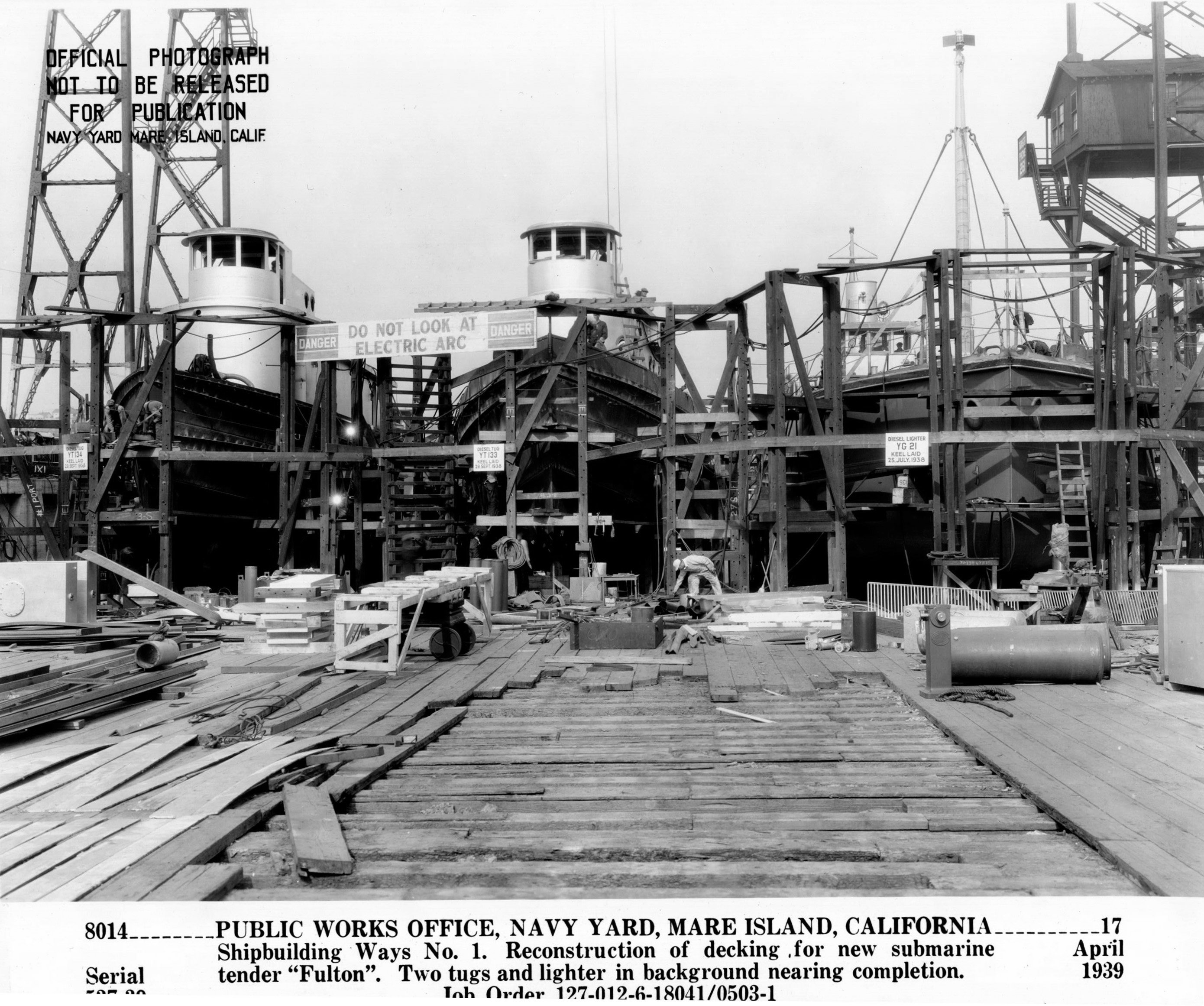
Самоходный лихтер для перевозки мусора «USS YG-21», аналогичный потопленным изображён на фотографии первым справа

Согласно официальной классификации кораблей ВМС США, буквенная аббревиатура YA означает, что корабль был лихтером для перевозки шлака и золы, YC — несамоходным закрытым лихтером, YCK — несамоходным открытым лихтером, YF — самоходным закрытым лихтером, YG — лихтером для перевозки мусора.
| Название    | Местоположение останков         | Дата потопления  | История потопления                                                      |
| ----------- | ------------------------------- | ---------------- | ----------------------------------------------------------------------- |
| USS YA-52   | Филиппины                       | 1942             | Уничтожен японскими войсками в ходе Филиппинской операции.              |
| USS YA-59   | Филиппины                       | 1942             | Уничтожен японскими войсками в ходе Филиппинской операции.              |
| USS YA-65   | Филиппины                       | 1942             | Уничтожен японскими войсками в ходе Филиппинской операции.              |
| USS YC-178  | Филиппины                       | 1942             | Уничтожен или захвачен японскими войсками в ходе Филиппинской операции. |
| USS YC-181  | Филиппины                       | 1942             | Уничтожен или захвачен японскими войсками в ходе Филиппинской операции. |
| USS YC-523  | Портсмут                        | 24 февраля 1944  | Затонул по неизвестным причинам.                                        |
| USS YC-537  | Филиппины                       | 1942             | Уничтожен или захвачен японскими войсками в ходе Филиппинской операции. |
| USS YC-643  | Филиппины                       | 1942             | Уничтожен или захвачен японскими войсками в ходе Филиппинской операции. |
| USS YC-644  | Филиппины                       | 1942             | Уничтожен или захвачен японскими войсками в ходе Филиппинской операции. |
| USS YC-646  | Филиппины                       | 1942             | Уничтожен или захвачен японскими войсками в ходе Филиппинской операции. |
| USS YC-647  | Филиппины                       | 1942             | Уничтожен или захвачен японскими войсками в ходе Филиппинской операции. |
| USS YC-648  | Филиппины                       | 1942             | Уничтожен или захвачен японскими войсками в ходе Филиппинской операции. |
| USS YC-649  | Филиппины                       | 1942             | Уничтожен или захвачен японскими войсками в ходе Филиппинской операции. |
| USS YC-652  | Филиппины                       | 1942             | Уничтожен или захвачен японскими войсками в ходе Филиппинской операции. |
| USS YC-653  | Филиппины                       | 1942             | Уничтожен или захвачен японскими войсками в ходе Филиппинской операции. |
| USS YC-654  | Филиппины                       | 1942             | Уничтожен или захвачен японскими войсками в ходе Филиппинской операции. |
| USS YC-664  | Гуам                            | 1941             | Уничтожен японскими войсками в ходе Гуамской операции.                  |
| USS YC-665  | Гуам                            | 1941             | Уничтожен японскими войсками в ходе Гуамской операции.                  |
| USS YC-666  | Гуам                            | 1941             | Уничтожен японскими войсками в ходе Гуамской операции.                  |
| USS YC-667  | Гуам                            | 1941             | Уничтожен японскими войсками в ходе Гуамской операции.                  |
| USS YC-668  | Гуам                            | 1941             | Уничтожен японскими войсками в ходе Гуамской операции.                  |
| USS YC-669  | Филиппины                       | 1942             | Уничтожен японскими войсками в ходе Филиппинской операции.              |
| USS YC-670  | Гуам                            | 1941             | Уничтожен японскими войсками в ходе Гуамской операции.                  |
| USS YC-671  | Гуам                            | 1941             | Уничтожен японскими войсками в ходе Гуамской операции.                  |
| USS YC-672  | Гуам                            | 1941             | Уничтожен японскими войсками в ходе Гуамской операции.                  |
| USS YC-673  | Гуам                            | 1941             | Уничтожен японскими войсками в ходе Гуамской операции.                  |
| USS YC-674  | Гуам                            | 1941             | Уничтожен японскими войсками в ходе Гуамской операции.                  |
| USS YC-683  | Филиппины                       | 1942             | Уничтожен японскими войсками в ходе Филиппинской операции.              |
| USS YC-685  | Гуам                            | 1941             | Уничтожен японскими войсками в ходе Гуамской операции.                  |
| USS YC-693  | Аляска                          | Февраль 1945     | Затонул по неизвестным причинам.                                        |
| USS YC-714  | Филиппины                       | 1942             | Уничтожен японскими войсками в ходе Филиппинской операции.              |
| USS YC-715  | Филиппины                       | 1942             | Уничтожен японскими войсками в ходе Филиппинской операции.              |
| USS YC-716  | Филиппины                       | 1942             | Уничтожен японскими войсками в ходе Филиппинской операции.              |
| USS YC-717  | Гуам                            | 1941             | Уничтожен японскими войсками в ходе Гуамской операции.                  |
| USS YC-718  | Гуам                            | 1941             | Уничтожен японскими войсками в ходе Гуамской операции.                  |
| USS YC-857  | Кейп-Код                        | 12 ноября 1943   | Выведен из состава флота по неизвестным причинам.                       |
| USS YC-869  | Империал-Бич                    | 23 марта 1943    | Выведен из состава флота по неизвестным причинам.                       |
| USS YC-886  | Гуантанамо                      | 3 февраля 1943   | Выведен из состава флота по неизвестным причинам.                       |
| USS YC-887  | Гуантанамо                      | 3 февраля 1943   | Выведен из состава флота по неизвестным причинам.                       |
| USS YC-891  | Ки-Уэст                         | 18 апреля 1943   | Затонул после столкновения с буксиром «Маувила».                        |
| USS YC-898  | Ки-Уэст                         | 29 сентября 1942 | Выведен из состава флота по неизвестным причинам.                       |
| USS YC-899  | Ки-Уэст                         | 29 сентября 1942 | Выведен из состава флота по неизвестным причинам.                       |
| USS YC-912  | Северная часть Тихого океана    | 13 января 1945   | Выведен из состава флота по неизвестным причинам.                       |
| USS YC-961  | Архипелаг Александра            | Май 1945         | Выведен из состава флота по неизвестным причинам.                       |
| USS YC-970  | Пьюджет-Саунд                   | 14 августа 1943  | Выведен из состава флота по неизвестным причинам.                       |
| USS YC-1272 | Сан-Педро                       | Июнь 1945        | Выведен из состава флота по неизвестным причинам.                       |
| USS YC-1278 | Атлантическое побережье США     | 13 января 1945   | Выведен из состава флота по неизвестным причинам.                       |
| USS YCK-1   | Уэйк                            | Декабрь 1941     | Захвачен или уничтожен японскими войсками в ходе битвы за остров Уэйк.  |
| USS YCK-2   | 45°47′00″ с. ш. 58°57′00″ з. д. | 5 ноября 1943    | Затонул во время шторма восточнее Новой Шотландии.                      |
| USS YCK-8   | Ки-Уэст                         | 13 декабря 1943  | Выведен из состава флота по неизвестным причинам.                       |
| USS YF-86   | Филиппины                       | 1942             | Уничтожен или захвачен японскими войсками в ходе Филиппинской операции. |
| USS YF-177  | Филиппины                       | 1942             | Уничтожен или захвачен японскими войсками в ходе Филиппинской операции. |
| USS YF-178  | Филиппины                       | 1942             | Уничтожен или захвачен японскими войсками в ходе Филиппинской операции. |
| USS YF-179  | Филиппины                       | 1942             | Уничтожен или захвачен японскими войсками в ходе Филиппинской операции. |
| USS YF-180  | Филиппины                       | 1942             | Уничтожен или захвачен японскими войсками в ходе Филиппинской операции. |
| USS YF-181  | Филиппины                       | 1942             | Уничтожен или захвачен японскими войсками в ходе Филиппинской операции. |
| USS YF-212  | Филиппины                       | 1942             | Уничтожен или захвачен японскими войсками в ходе Филиппинской операции. |
| USS YF-223  | Филиппины                       | 1942             | Уничтожен или захвачен японскими войсками в ходе Филиппинской операции. |
| USS YF-224  | Филиппины                       | 1942             | Уничтожен или захвачен японскими войсками в ходе Филиппинской операции. |
| USS YF-230  | Филиппины                       | 1942             | Уничтожен или захвачен японскими войсками в ходе Филиппинской операции. |
| USS YF-317  | Филиппины                       | 1942             | Уничтожен или захвачен японскими войсками в ходе Филиппинской операции. |
| USS YF-401  | 35°07′00″ с. ш. 69°00′00″ з. д. | 20 июня 1943     | Затонул по неизвестным причинам у восточного побережья США.             |
| USS YF-415  | 42°24′00″ с. ш. 70°36′00″ з. д. | 11 мая 1944      | Затонул по неизвестным причинам в заливе Массачусетс.                   |
| USS YF-487  | Карибское море                  | 18 июля 1943     | Выведен из состава флота по неизвестным причинам.                       |
| USS YF-575  | Атлантик-Сити                   | 6 мая 1943       | Выведен из состава флота по неизвестным причинам.                       |
| USS YF-579  | Сан-Франциско                   | 20 сентября 1943 | Выведен из состава флота по неизвестным причинам.                       |
| USS YF-724  | Фараллоновы острова             | 22 марта 1945    | Выведен из состава флота по неизвестным причинам.                       |
| USS YF-725  | Фараллоновы острова             | 22 марта 1945    | Выведен из состава флота по неизвестным причинам.                       |
| USS YF-777  | Эниветок                        | 6 августа 1945   | Выведен из состава флота по неизвестным причинам.                       |
| USS YF-926  | Перл-Харбор                     | 11 мая 1944      | Выведен из состава флота по неизвестным причинам.                       |
| USS YG-39   | 10°10′00″ с. ш. 79°36′00″ з. д. | 27 сентября 1944 | Затонул по неизвестным причинам севернее Панамы.                        |
| USS YG-44   | Перл-Харбор                     | 7 февраля 1945   | Выведен из состава флота по неизвестным причинам.                       |

## Баржи
Согласно официальной классификации кораблей ВМС США, буквенная аббревиатура YO означает, что корабль был нефтеналивной баржей, YPK — баржей для транспортировки понтонов, YCK — грунтоотвозной баржей, YW — водоналивной баржей.
| Название   | Местоположение останков | Дата потопления | История потопления                                                      |
| ---------- | ----------------------- | --------------- | ----------------------------------------------------------------------- |
| USS YO-41  | Филиппины               | Январь 1942     | Уничтожен или захвачен японскими войсками в ходе Филиппинской операции. |
| USS YO-42  | Филиппины               | Январь 1942     | Уничтожен или захвачен японскими войсками в ходе Филиппинской операции. |
| USS YO-156 | Ситка                   | Май 1945        | Затоплена.                                                              |
| USS YO-157 | Ситка                   | Май 1945        | Затоплена.                                                              |
| USS YO-159 | Новые Гебриды           | 14 января 1944  | Затонула по неизвестным причинам.                                       |
| USS YPK-6  | Филиппины               | 1942            | Уничтожен или захвачен японскими войсками в ходе Филиппинской операции. |
| USS YPK-7  | Филиппины               | 1942            | Уничтожен или захвачен японскими войсками в ходе Филиппинской операции. |
| USS YSR-2  | Филиппины               | Январь 1942     | Уничтожен или захвачен японскими войсками в ходе Филиппинской операции. |
| USS YW-50  | Гуам                    | 10 декабря 1941 | Уничтожен или захвачен японскими войсками в ходе Гуамской операции.     |
| USS YW-54  | Филиппины               | 2 января 1942   | Уничтожен или захвачен японскими войсками в ходе Филиппинской операции. |
| USS YW-55  | Гуам                    | 10 декабря 1941 | Уничтожен или захвачен японскими войсками в ходе Гуамской операции.     |
| USS YW-58  | Гуам                    | 10 декабря 1941 | Уничтожен или захвачен японскими войсками в ходе Гуамской операции.     |

## Понтоны

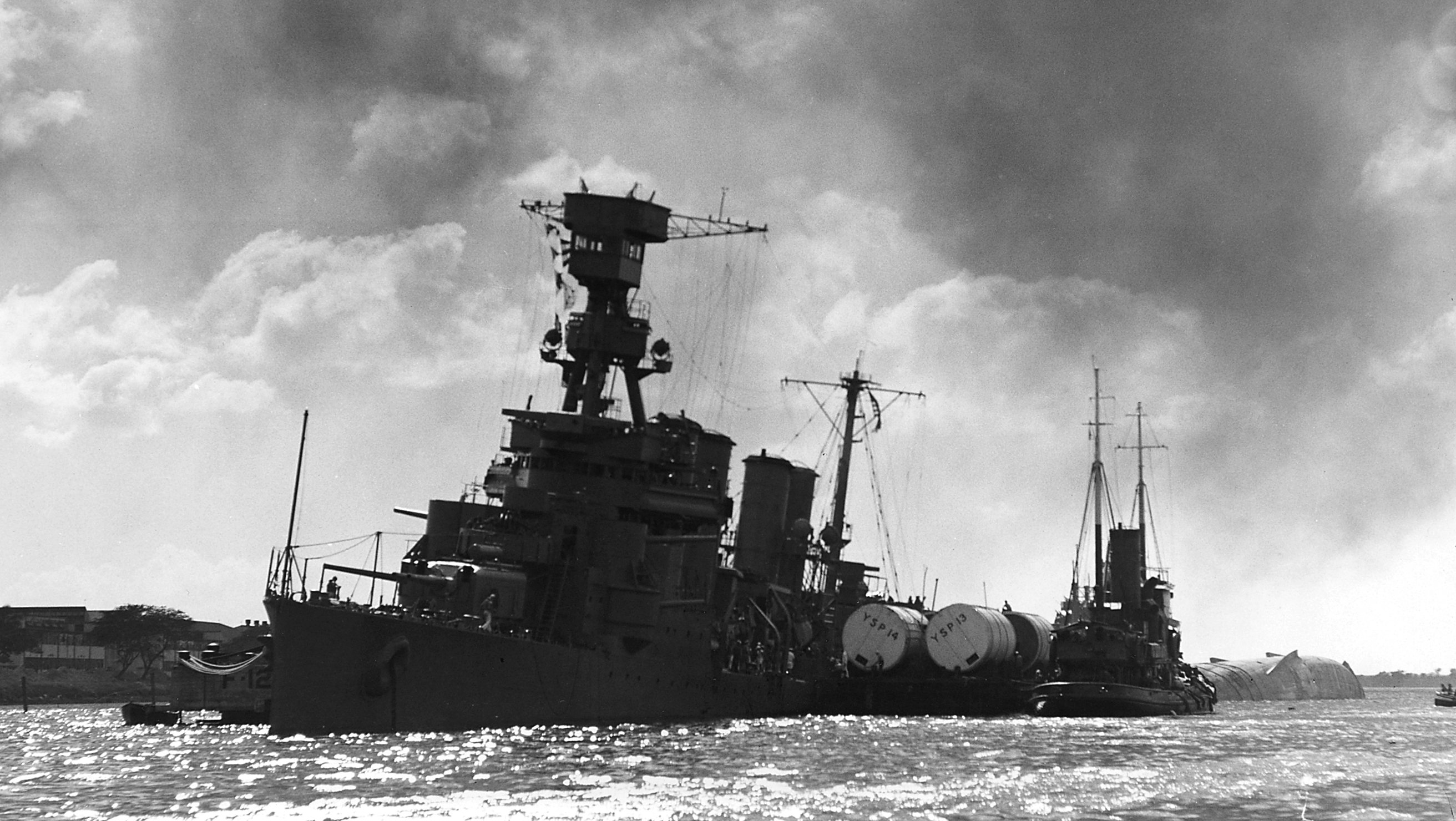
Понтоны «USS YSP-13» и «USS YSP-14», аналогичные уничтоженным или захваченным изображены на корме крейсера «Рейли»

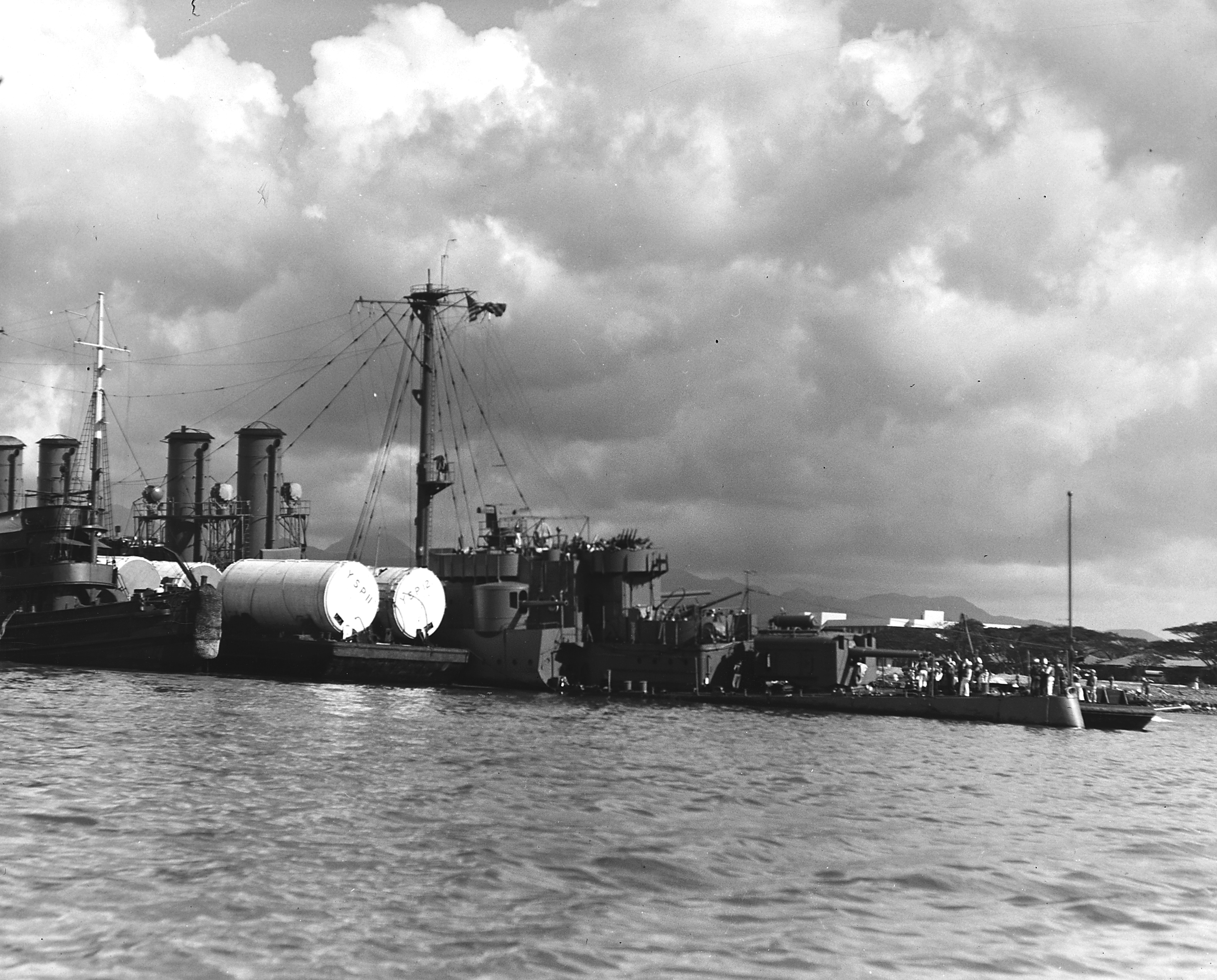
Эти же понтоны изображены в другом ракурсе

| Название   | Местоположение останков | Дата потопления | История потопления                                                      |
| ---------- | ----------------------- | --------------- | ----------------------------------------------------------------------- |
| USS YSP-41 | Филиппины               | Январь 1942     | Уничтожен или захвачен японскими войсками в ходе Филиппинской операции. |
| USS YSP-42 | Филиппины               | Январь 1942     | Уничтожен или захвачен японскими войсками в ходе Филиппинской операции. |
| USS YSP-43 | Филиппины               | Январь 1942     | Уничтожен или захвачен японскими войсками в ходе Филиппинской операции. |
| USS YSP-44 | Филиппины               | Январь 1942     | Уничтожен или захвачен японскими войсками в ходе Филиппинской операции. |
| USS YSP-45 | Филиппины               | Январь 1942     | Уничтожен или захвачен японскими войсками в ходе Филиппинской операции. |
| USS YSP-46 | Филиппины               | Январь 1942     | Уничтожен или захвачен японскими войсками в ходе Филиппинской операции. |
| USS YSP-47 | Филиппины               | Январь 1942     | Уничтожен или захвачен японскими войсками в ходе Филиппинской операции. |
| USS YSP-48 | Филиппины               | Январь 1942     | Уничтожен или захвачен японскими войсками в ходе Филиппинской операции. |
| USS YSP-49 | Филиппины               | Январь 1942     | Уничтожен или захвачен японскими войсками в ходе Филиппинской операции. |
| USS YSP-50 | Филиппины               | Январь 1942     | Уничтожен или захвачен японскими войсками в ходе Филиппинской операции. |

## Паромы
| Название                                      | Местоположение останков | Дата потопления | История потопления                                         |
| --------------------------------------------- | ----------------------- | --------------- | ---------------------------------------------------------- |
| «Дапдап» (англ. USS Dapdap (YFB-684))         | Лусон                   | 2 января 1942   | Уничтожен японскими войсками в ходе Филиппинской операции. |
| «Камиа» (англ. USS Camia (YFB-683))           | Кавите                  | 2 января 1942   | Уничтожен японскими войсками в ходе Филиппинской операции. |
| «Магдалена» (англ. USS Magdalena (YFB-687))   | Лусон                   | 2 января 1942   | Потоплен японской авиацией.                                |
| «Ривера» (англ. USS Rivera (YFB-685))         | Лусон                   | 2 января 1942   | Уничтожен японскими войсками в ходе Филиппинской операции. |
| «Росал» (англ. USS Rosal (YFB-682))           | Лусон                   | 2 января 1942   | Уничтожен японскими войсками в ходе Филиппинской операции. |
| «Сан-Фелипе» (англ. USS San Felipe (YFB-12))  | Лусон                   | 2 января 1942   | Уничтожен японскими войсками в ходе Филиппинской операции. |
| «Санта-Рита» (англ. USS Santa Rita (YFB-681)) | Лусон                   | 2 января 1942   | Уничтожен японскими войсками в ходе Филиппинской операции. |
| «Якал» (англ. USS Yacal (YFB-687))            | Лусон                   | 2 января 1942   | Уничтожен японскими войсками в ходе Филиппинской операции. |

## Железнодорожные паромы
| Название   | Местоположение останков         | Дата потопления | История потопления                                                        |
| ---------- | ------------------------------- | --------------- | ------------------------------------------------------------------------- |
| USS YCF-23 | В пути к атоллу Эниветок        | Март 1945       | Выведен из состава флота по неизвестным причинам.                         |
| USS YCF-29 | В пути к атоллу Эниветок        | Март 1945       | Выведен из состава флота по неизвестным причинам.                         |
| USS YCF-36 | В пути к атоллу Эниветок        | Март 1945       | Выведен из состава флота по неизвестным причинам.                         |
| USS YCF-37 | В пути к атоллу Эниветок        | Март 1945       | Выведен из состава флота по неизвестным причинам.                         |
| USS YCF-42 | 34°47′00″ с. ш. 75°05′00″ з. д. | Декабрь 1944    | Выведен из состава флота по неизвестным причинам восточнее мыса Хаттерас. |
| USS YCF-59 | Делавэр                         | Январь 1945     | Выведен из состава флота по неизвестным причинам.                         |

## Портовые буксиры
| Название                                 | Местоположение останков          | Дата потопления | История потопления                                                 |
| ---------------------------------------- | -------------------------------- | --------------- | ------------------------------------------------------------------ |
| USS YT-198                               | Анцио                            | 3 января 1942   | Подорвался на мине и затонул.                                      |
| USS YT-247                               | Лусон                            | 5 мая 1942      | Подорвался на мине и затонул.                                      |
| USS YTM-467                              | Маршалловы острова               | Март 1944       | Затонул по неизвестным причинам.                                   |
| «Банааг» (англ. USS Banaag (YT-104))     | Лусон                            | Декабрь 1941    | Уничтожен японскими войсками в ходе Филиппинской операции.         |
| «Вага» (англ. USS Vaga (YT-116))         | Коррехидор                       | 5 мая 1942      | Затоплен во избежание захвата японскими войсками.                  |
| «Иона» (англ. USS Iona (YT-107))         | Лусон                            | 3 января 1942   | Уничтожен японскими войсками в ходе Филиппинской операции.         |
| «Мерседес» (англ. USS Mercedes (YT-108)) | Лусон                            | 2 января 1942   | Затоплен во избежание захвата японскими войсками.                  |
| «Шахака» (англ. USS Shahaka (YT-368))    | 27°21′00″ с. ш. 136°29′00″ з. д. | 9 мая 1944      | Затонул после столкновения с буксируемым сухим доком «USS ABSD-2». |

## Малые вспомогательные суда
| Название   | Местоположение останков | Дата потопления  | История потопления |
| ---------- | ----------------------- | ---------------- | --- |
| USS YAG-2  | Манила                  | 10 декабря 1941  | Вспомогательное портовое судно. Уничтожено японскими войсками в ходе Филиппинской операции.                                     |
| USS YAG-3  | Манила                  | 10 декабря 1941  | Вспомогательное портовое судно. Уничтожено японскими войсками в ходе Филиппинской операции.                                     |
| USS YAG-4  | Манила                  | 10 декабря 1941  | Вспомогательное портовое судно. Уничтожено японскими войсками в ходе Филиппинской операции.                                     |
| USS YAG-17 | Река Джеймс             | 14 сентября 1944 | Вспомогательное портовое судно. Тяжело повреждено и выбрашено на берег ураганом. Останки разобраны в 1946 году.                 |
| USS YDG-4  | Новая Каледония         | 1 октября 1943   | Судно размагничивания, переоборудованное из небольшого сухогруза. Село на мель и было оставлено экипажем. Не восстанавливалось. |
| USS YM-4   | Лусон                   | Декабрь 1941     | Земснаряд. Уничтожен или захвачен японскими войсками в ходе Филиппинской операции.                                              |
| USS YM-13  | Гуам                    | Декабрь 1941     | Земснаряд. Уничтожен или захвачен японскими войсками в ходе Гуамской операции.                                                  |
| USS YPD-22 | Филиппины               | Май 1942         | Плавучий несамоходный копёр. Уничтожен или захвачен японскими войсками в ходе Филиппинской операции.                            |
| USS YR-43  | Аляскинский залив       | 28 апреля 1945   | Плавучая мастерская. Затонула по неизвестным причинам.                                                                          |
| USS YRC-4  | Филиппины               | 1942             | Всплывающая спасательная камера для подводных лодок. Уничтожена или захвачена японскими войсками в ходе Филиппинской операции.  |

## Корабли береговой охраны США

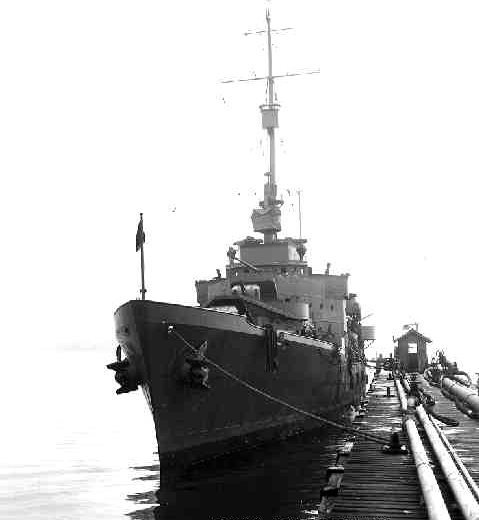
Куттер береговой охраны США «Александр Гамильтон», потопленный немецкой подводной лодкой «U-132» в январе 1942 года

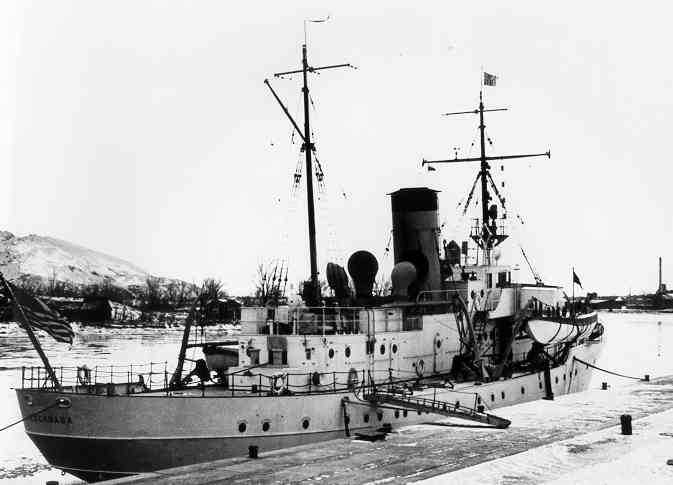
Куттер береговой охраны США «Эсканаба», взорвавшийся у берегов Гренландии

| Название                                                               | Местоположение останков              | Дата потопления  | История потопления |
| ---------------------------------------------------------------------- | ------------------------------------ | ---------------- | --- |
| «USCGC 58012»                                                          | Плимут                               | 2 мая 1943       | Уничтожен в результате внутреннего взрыва. |
| «USCGC 83415»                                                          | Нормандия                            | 21 июня 1944     | Затонул во время шторма. |
| «USCGC 83421»                                                          | 26°14′00″ с. ш. 79°05′00″ з. д.      | 30 июня 1943     | Затонул после столкновения с охотником за подводными лодками «SC-1330» южнее острова Большая Багама.                                                    |
| «USCGC 83471»                                                          | Нормандия                            | 21 июня 1944     | Затонул во время шторма. |
| «USCGC 85006»                                                          | Нью-Йорк                             | 27 марта 1943    | Затонул после взрыва неизвестного происхождения. |
| «Акакия» (англ. USCGC Acacia (WAGL-200))                               | Гаити                                | 15 марта 1942    | Тендер плавучих маяков. Торпедирован немецкой подводной лодкой «U-161».                                                                                 |
| «Александр Гамильтон» (англ. USCGC Alexander Hamilton (WPG-34))        | 64°10′00″ с. ш. 22°56′00″ з. д.      | 30 января 1942   | Торпедирован немецкой подводной лодкой «U-132» севернее Кеблавика.                                                                                      |
| «Бедлоу» (англ. USCGC Bedloe (WSC-128))                                | Мыс Хаттерас                         | 14 сентября 1944 | Затонул во время урагана у восточного побережья США. |
| «Бодега» (англ. USCGC Bodega (WYP-342))                                | Мексиканский залив                   | 20 декабря 1943  | Переоборудованное грузовое судно. Выбросился на берег во время спасательной операции в зоне Панамского канала. Затонул после повторного спуска на воду. |
| «Винъярд Саунд Лайтшип» (англ. USCGC Vineyard Sound Lightship (LS-73)) | Мыс Хаттерас                         | 14 сентября 1944 | Плавучий маяк. Затонул во время урагана у восточного побережья США.                                                                                     |
| «Джексон» (англ. USCGC Jackson (WSC-142))                              | Мыс Хаттерас                         | 14 сентября 1944 | Затонул во время урагана у восточного побережья США. |
| «Доу» (англ. USCGC Dow (WYP-353))                                      | Маягуэс                              | 14 октября 1943  | Переоборудованное грузовое судно. Затонул во время шторма у берегов Пуэрто-Рико.                                                                        |
| «Магнолия» (англ. USCGC Magnolia (WAGL-231))                           | Мобил                                | 24 августа 1945  | Тендер плавучих маяков. Затонул вследствие столкновения с сухогрузом «Маргарита Леан».                                                                  |
| «Маскегет» (англ. USCGC Muskeget (WAG-48))                             | Северная часть Атлантического океана | 9 сентября 1942  | Переоборудованное грузовое судно. Торпедирован немецкой подводной лодкой «U-755».                                                                       |
| «Натсек» (англ. USCGC Natsek (WYP-170))                                | Белл-Айл                             | 17 декабря 1942  | Переоборудованное грузовое судно. Затонул по неизвестным причинам, возможно, наскочил на подводные камни.                                               |
| «Уилкокс» (англ. USCGC Wilcox (WYP-333))                               | Мыс Хаттерас                         | 30 сентября 1943 | Переоборудованное грузовое судно. Затонул во время урагана у восточного побережья США.                                                                  |
| «Эсканаба» (англ. USCGC Escanaba (WPG-77))                             | 60°50′00″ с. ш. 52°00′00″ з. д.      | 13 июня 1943     | Уничтожен подводным взрывом в проливе Дэвиса. Возможно, подорвался на мине.                                                                             |